# Рамна (община Битоля)
Вижте пояснителната страница за други значения на Рамна.
Рамна (на македонска литературна норма: Рамна) е село в община Битоля на Северна Македония.

## География
Селото се намира на 810 m надморска височина в областта Гяваткол, 15 km северозападно от Битоля.

## История
Името на селото се дължи на равния терен.
Югозападно от селото е разкрита раннохристиянска базилика - в местността Тумба и средновековно селище в местността Грамади (Грамада).
В XIX век Рамна е село в Битолска кааза, нахия Гяваткол на Османската империя. В „Етнография на вилаетите Адрианопол, Монастир и Салоника“, издадена в Константинопол в 1878 година и отразяваща статистиката на населението от 1873 година, Равна (Ravna) е посочено като в каза Ресен с 20 домакинства и 54 жители българи, а Рамна (Ramna) като село в каза Ресен с 48 домакинства и 90 жители мюсюлмани и 58 българи. Според Васил Кънчов в 90-те години Рамна има 35 български християнски къщи. Според статистиката му („Македония. Етнография и статистика“) в 1900 година Рамна е смесено село с 440 жители, от които българи християни – 210 и арнаути мохамедани – 230.
На Етнографската карта на Битолския вилает на Картографския институт в София от 1901 година Рамна е смесено село българи, албанци и власи в Битолската каза на Битолския санджак с 82 къщи.
По данни на секретаря на Българската екзархия Димитър Мишев („La Macédoine et sa Population Chrétienne“) в 1905 година в Рамна има 216 българи екзархисти и 270 албанци и функционира българско училище. От 1906 до 1912 година български учител в селото е смилевецът Велян Гурджев.
По време на българското управление на Вардарска Македония през Първата световна война Рамна е част от Гяватска община в Битолска селска околия и има 319 жители.
В 1961 година селото има 299 жители. Населението намалява поради емиграция в Битоля, Скопие, Ресен, презокеанските земи и Европа.
Според преброяването от 2002 година селото има 61 жители самоопределили се както следва:
| Националност     | Всичко |
| северномакедонци | 53     |
| албанци          | 7      |
| турци            | 0      |
| роми             | 0      |
| власи            | 0      |
| сърби            | 0      |
| бошняци          | 0      |
| други            | 1      |

Селото има църква „Свети Георги“.